# Wielkie ryby jedzą małe ryby
Wielkie ryby jedzą małe ryby (niderl. De grote vissen eten de kleine) – rysunek niderlandzkiego malarza Pietera Bruegla.

## Opis
Rysunek powstał, gdy Bruegel był jeszcze młodym i mało znanym malarzem. Jego mecenasem był wówczas Hieronymus Cock, antwerpski drukarz i właściciel galerii „Cztery Wiatry”. Dla zwiększenia swoich dochodów Cock fałszował sygnatury na pracach mniej znanych autorów, zastępując je bardziej rozpoznawalnymi nazwiskami. Taka sytuacja miała miejsce w związku z grafiką Wielkie ryby jedzą małe – Cock sygnował ją nazwiskiem Hieronima Boscha, który zmarł na dziesięć lat przed narodzinami Bruegla.

Bruegel tworzył swoje postacie na podobieństwo postaci Boscha. Na rysunku przedstawił wielką rybę, z której pyska wysypują się mniejsze ryby. Człowiek rozcina wielkim nożem jej brzuch, z którego wysypują się kolejne ryby, trzymające w pyszczkach jeszcze mniejsze. Nóż ma na ostrzu wygrawerowane cesarskie jabłko, przez co Bruegel przesyła widzowi wiadomość:

Cesarze i królowie żyją na koszt swoich poddanych, podobnie jak wielcy kupcy w Antwerpii żyją na koszt swoich biedniejszych braci. Wielki zjada mniejszego.

 Na pierwszym planie widać dwóch rybaków na łodzi, z których starszy pokazuje tę scenę swojemu synowi. Wydaje się, że mówi: „Zobacz synu, jak wielkie ryby pożerają mniejsze”. Po lewej stronie widać wędkarza, który na małą rybkę łowi większą, co ma symbolizować fałszywe obietnice, na które dają się „złowić” naiwni ludzie.